# To zařídíme
To zařídíme (v anglickém originále Set It Up) je americká romantická komedie z roku 2018, kterou režírovala Claire Scanlon a napsala Katie Silberman. V hlavních rolích se objevili Zoey Deutch, Glen Powell, Taye Diggs a Lucy Liu. Příběh filmu se soustředí na dva přepracované asistenty, kteří se snaží dát dohromady své náročné nadřízené. Film měl premiéru 15. června 2018 na Netflixu.

## Obsazení
| Zoey Deutch          | Harper Moore, Kirstenina asistentka      |
| Glen Powell          | Charlie Young, Rickův asistent           |
| Lucy Liu             | Kirsten Stevens, Harperina nadřizená     |
| Taye Diggs           | Richard „Rick“ Otis, Charlieho nadřízený |
| Joan Smalls          | Suze, Charlieho přítelkyně               |
| Meredith Hagner      | Becca, Harperina zasnoubená spolubydlící |
| Jon Rudnitsky        | Mike, snoubenec Beccy                    |
| Pete Davidson        | Duncan, Charlieho spolubydlící           |
| Titus Burgess        | Creepy Tim                               |
| Noah Robbins         | stážista Bo                              |
| Jaboukie Young-White | asistentka Alex                          |

## Vznik filmu
V únoru 2016 bylo oznámeno, že do filmu byla obsazena Emilia Clarkeová, scénář k němu napíše Katie Silberman, producenty filmu se stanou Justin Nappi a Juliet Berman pod hlavičkou produkční společnosti TreeHouse Pictures a film bude distribuovat Metro-Goldwyn-Mayer. 
V březnu 2017 byli do hlavních rolí obsazeni Zoey Deutch a Glen Powell, přičemž Deutch nahradila Clarke a režisérkou se stala Claire Scanlon. Nakonec se také distributorem filmu stal Netflix místo MGM. V červnu 2017 byli k obsazení přidáni Taye Diggs, Lucy Liu a Joan Smalls. Hlavní natáčení začalo v červnu 2017 v New Yorku.